# Atilio Mentasti
Atilio José Mentasti (Buenos Aires, 1905 - ibídem, 5 de mayo de 1985) fue un productor argentino de marcada trayectoria artística empresarial.

## Carrera
Hijo de Virginia Forzinetti y del empresario y productor italiano Ángel Mentasti, creador de la productora Argentina Sono Film. Al fallecer su padre en 1937, se sumergió de lleno en consolidar la empresa familiar que se convirtió en sociedad anónima, ya que pasó a denominarse Cinematográfica Argentina SA y, en seguida, de nuevo Argentina Sono Film. Su hermano y su sobrino fueron los también productores Ángel Luis Mentasti y Carlos Luis Mentasti.
Apodado "El zar del cine argentino", nunca puso su nombre el frente de los créditos de sus films. A lo largo de su carrera produjo cerca de trescientas películas. Con su dirección desde el '37 hasta la década de 1950, Sono Film se caracterizó por una producción homogénea, de alta calidad técnica y ningún riesgo artístico.
Se desempeñó como presidente de la sociedad de productores desde su fundación, también fue vicepresidente por cuatro periodos consecutivos de la FIAP, donde están todos los productores del mundo, seis años presidente de la UCHA (Unión Cinematográfica Hispano Argentina) y formó parte de la Academia de Artes y Ciencias Cinematográficas de la Argentina.
Trabajó con empresarios y artistas como Luis César Amadori, Florindo Ferrario, los directores Daniel Tinayre, Lucas Demare, Enrique Carreras, Leopoldo Torre Nilsson y Mario Soffici, Boris Zipman, Salvador Salías, Niní Marshall, Luis Sandrini, Lautaro Murúa, Fanny Navarro, Sofía Bozán, Orestes Caviglia, Pepe Arias, Libertad Lamarque, Tita Merello, Juan José Guthman, Emilio Rodríguez Remy, Arturo S. Mom, Demófilo Domínguez y dos grandes escenógrafos Dimas Garrido y Gori Muñoz.
Luego del derrocamiento de Perón por la Revolución Libertadora fue detenido junto con su hermano Lucas acusado de contrabandear celuloide.
Luego de morir su hermano Ángel Luis en 1977, decidió liquidar los históricos estudios de Martínez. También se desempeñó como empresario de los cines Aconcagua, General Pueyrredón y Álvarez Thomas.

## Películas que produjo
Atilio Mentasti intervino como productor en las siguientes películas:
- 1935: Riachuelo.
- 1935: Monte criollo.
- 1935: El alma del bandoneón.
- 1936: ¡Goal!.
- 1936: Puerto Nuevo.
- 1936: Loco lindo.
- 1936: Amalia.
- 1937: El pobre Pérez.
- 1937: Viento Norte.
- 1937: Cadetes de San Martín.
- 1937: Melgarejo.
- 1937: La ley que olvidaron.
- 1937: Palermo.
- 1937: ¡Segundos afuera! (película).
- 1937: Melodías porteñas.
- 1938: Con las alas rotas.
- 1938: Maestro Ciruela.
- 1938: Villa Discordia.
- 1938: Maestro Levita.[7]
- 1938: El diablo con faldas.[8]
- 1938: Kilómetro 111.
- 1938: El último encuentro.
- 1938: Senderos de fe.
- 1939: Puerta cerrada, de Luis Saslavsky.
- 1939: El viejo doctor.
- 1939: Doce mujeres.
- 1939: La vida de Carlos Gardel.
- 1939: El matrero.
- 1939: El Loco Serenata.
- 1939: Una mujer de la calle.
- 1939: Caminito de gloria.
- 1939: Y mañana serán hombres.
- 1940: El haragán de la familia.
- 1940: Dama de compañía.
- 1940: Con el dedo en el gatillo.
- 1940: Cita en la frontera.
- 1940: Huella.
- 1940: Confesión.
- 1941: Al toque de clarín.
- 1941: La casa de los cuervos.
- 1941: Una vez en la vida.
- 1941: El hermano José.
- 1941: Boina blanca.
- 1941: Napoleón.
- 1941: La canción de los barrios.
- 1941: Historia de una noche.
- 1941: Orquesta de señoritas.
- 1941: Soñar no cuesta nada.
- 1942: Fantasmas en Buenos Aires.
- 1942: El tercer beso.
- 1942: El camino de las llamas.
- 1942: Bajó un ángel del cielo.
- 1942: Yo conocí a esa mujer.
- 1942: Vacaciones en el otro mundo.
- 1942: La mentirosa.
- 1942: Un nuevo amanecer.
- 1943: Luisito.
- 1943: Su hermana menor.
- 1943: Los ojos más lindos del mundo.
- 1943: Cándida, la mujer del año.
- 1943: Una mujer con pantalones.
- 1943: Valle negro.
- 1943: Carmen.
- 1944: 24 horas en la vida de una mujer.
- 1944: La verdadera victoria.[9]
- 1945: Dos ángeles y un pecador.
- 1945: Cinco besos.
- 1945: Madame Sans-Gêne.
- 1945: Santa Cándida.
- 1945: Cuando en el cielo pasen lista.[10]
- 1946: Adiós pampa mía.
- 1946: Celos.
- 1946: La maja de los cantares.
- 1946: Cristina.
- 1946: Los majos de Cádiz.
- 1947: Historia de una mala mujer.
- 1947: Albéniz.
- 1947: Una mujer sin cabeza.
- 1947: Navidad de los pobres.
- 1948: Dios se lo pague.
- 1948: El tango vuelve a París.
- 1948: Porteña de corazón.
- 1948: La rubia Mireya.
- 1949: Una noche en el Ta-Ba-Rín.
- 1949: Don Juan Tenorio.
- 1949: Mujeres que bailan.
- 1949: La doctora quiere tangos.
- 1949: Alma de bohemio.
- 1949: Almafuerte.
- 1950: Toscanito y los detectives.
- 1950: La vendedora de fantasías.
- 1950: Nacha Regules.
- 1950: El zorro pierde el pelo.
- 1950: Pasaporte a Río.
- 1951: La orquídea.
- 1951: La indeseable.
- 1951: El extraño caso del hombre y la bestia.
- 1951: Native Son.
- 1951: El hincha.
- 1951: Lo que fue de la Dolores.
- 1951: Especialista en señoras.
- 1952: Las aguas bajan turbias.
- 1952: El túnrl.
- 1952: Los sobrinos del Zorro.
- 1953: Armiño negro.
- 1953: El vampiro negro.
- 1953: La mujer de las camelias.
- 1954: El conde de Montecristo.
- 1954: La calle del pecado.
- 1954: Tormenta de odio.
- 1954: El castigo de los mares del Sur.
- 1954: Caídos en el infierno.
- 1954: Veraneo en Mar del Plata.
- 1955: Vida nocturna.
- 1955: Chico Viola Não Morreu.
- 1955: Para vestir santos.
- 1955: Los hermanos corsos.
- 1956: África ríe.
- 1956: Amor a primera vista.
- 1956: Alejandra.
- 1956: Graciela.
- 1956: Catita es una dama.
- 1956: Más allá del olvido.
- 1956: Novia para dos.
- 1957: La despedida.
- 1957: La casa del ángel.
- 1957: Las campanas de Teresa.
- 1957: Que no me toquen las golondrinas.
- 1958: El secuestrador.
- 1958: En la ardiente oscuridad.
- 1958: Detrás de un largo muro.
- 1958: Rosaura a las diez.
- 1958: La hermosa mentira.
- 1958: Socios para la aventura.
- 1958: Procesado 1040.
- 1958: El secuestrador.
- 1959: El dinero de Dios.
- 1959: Amor se dice cantando.
- 1959: La caída.
- 1959: Zafra.
- 1959: De los Apeninos a los Andes.
- 1959: Gringalet.
- 1960: Los acusados.
- 1960: Todo el año es Navidad.
- 1960: Luna Park.
- 1960: Obras maestras del terror.
- 1961: Amorina.
- 1961: La sed.
- 1961: El centroforward murió al amanecer.
- 1961: Rebelde con causa.
- 1962: A hierro muere.
- 1962: El rufián.
- 1962: El hombre de la esquina rosada.
- 1962: Bajo un mismo rostro.
- 1963: Los inocentes.
- 1963: Millonario por un día.
- 1963: Alias Flequillo.
- 1964: Cleopatra era Cándida.
- 1964: Las mujeres los prefieren tontos.
- 1964: Los viciosos.
- 1965: La pérgola de las flores.
- 1966: Del brazo por la calle.
- 1964: Una ventana al éxito.
- 1967: Madreselva.
- 1967: ¿Quiere casarse conmigo?.
- 1967: La cigarra está que arde.
- 1967: La muchachada de a bordo.
- 1967: El hombre invisible ataca.
- 1967: Ya tiene comisario el pueblo.
- 1967: El andador.
- 1967: La boutique.
- 1967: Amor en el aire.
- 1968: Un muchacho como yo.
- 1968: Matrimonio a la Argentina.
- 1968: Digan lo que digan'.
- 1968: Humo de marihuana.
- 1968: Este cura.
- 1969: Los muchachos de antes no usaban gomina.
- 1969: Corazón contento.
- 1969: ¡Qué noche de casamiento!.
- 1969: ¡Viva la vida!.
- 1970: Los muchachos de mi barrio.
- 1970: Amalio Reyes, un hombre.
- 1971: Vamos a soñar por el amor.
- 1971: La valija.
- 1971: Aquellos años locos.
- 1973: Los padrinos.
- 1973: La flor de la mafia
- 1974: Yo tengo fe.
- 1975: No hay que aflojarle a la vida.
- 1975: Los chiflados dan el golpe.
- 1978: Amigos para la aventura.
- 1979: Las muñecas que hacen pum.
- 1980: La noche viene movida.
- 1980: Los superagentes contra todos.